# Рива-Лігуре
Рива-Лігуре, Рива-Ліґуре (італ. Riva Ligure) — муніципалітет в Італії, у регіоні Лігурія,  провінція Імперія.
Рива-Лігуре розташована на відстані близько 440 км на північний захід від Рима, 110 км на південний захід від Генуї, 14 км на південний захід від Імперії.
Населення — 2870 осіб (2014).
Щорічний фестиваль відбувається 22 вересня. Покровитель — San Maurizio.

## Демографія
Населення за роками:

Станом на 1 січня 2023 року в муніципалітеті офіційно проживало 297 іноземців з 43 країн, серед них 72 громадяни країн Євросоюзу та 9 громадян України.

## Сусідні муніципалітети
- Кастелларо
- Помпеяна
- Санто-Стефано-аль-Маре
- Таджа